# Juelz Santana
Pour les articles homonymes, voir Santana.
Juelz Santana, de son vrai nom LaRon Louis James, né le 18 février 1982 à Harlem, New York, est un rappeur, producteur et acteur américain, d'origine dominicaine et jamaïcaine. Il est également membre du groupe The Diplomats. Il participe aux singles Oh Boy et Hey Ma de Cam'ron en 2002. En 2003, son premier album From Me to U est publié au label Roc-A-Fella Records ; son deuxième album What the Game's Been Missing! contient le single à succès There It Go (The Whistle Song). Juelz travaille actuellement sur son troisième album Born to Lose, Built to Win dont la date de sortie reste inconnue.

## Biographie

### Jeunesse et débuts (1982–2006)
LaRon Louis James est né le 18 février 1982 à Harlem, New York. Il écrit ses premières rimes à l'âge de 12 ans. Sa carrière de rap commence avec Malik, un ami de longue date, avec qui il crée le duo Draft Pick, signé au label Priority Records. Le groupe fait plusieurs sorties dans les alentours de New York. Bien que le groupe n'existe plus, les deux membres demeurent toujours de bons amis. Juelz croit en lui, de même que son cousin, un ami de Cam'ron, qui décide qu'il est temps pour Juelz d'être écouté. En 2000, à 18 ans, Juelz Santana participe à la chanson Douple Up du deuxième album de Cam'ron, S.D.E., puis devient membre du groupe The Diplomats aux côtés de Cam'ron, Jim Jones, Freekey Zeekey, J.R. Writer, 40 Cal, et Hell Rell. Juelz Santana publie son premier album studio en août 2003, From Me to U, dans lequel il évoque sa vie et la rue.
En 2005, Juelz Santana fait son retour avec un deuxième album, What the Game's Been Missing!, qui connaît un succès grâce aux titres There It Go (The Whistle Song), Mic Check, Oh Yes et Clockwork. Mic Check atteint la 35e place du Billboard Hot 100. L'album et le single There It Go sont certifiés disque d'or par la Recording Industry Association of America. Santana collabore également avec Chris Brown dans son album Run It, également publié en 2005, qui sera classé premier aux États-Unis. En 2006, il participe aux clips We Fly High (Remix) et Emotionless de Jim Jones.

### Collaborations et mixtapes (depuis 2007)
En 2008, il collabore avec Danny Fernandes sur Curious et le quatrième single de Sean Kingston, There's Nothin'. En août 2008, Cam'ron révèle la vente du contrat de Juelz Santana à Def Jam pour deux millions de dollars. Le 18 mars 2008, Santana annonce dans l'émission de BET, 106 and Park, qu'il collaborerait avec Lil Wayne dans son prochain album studio, sans avancer de date. Son prochain album, Born to Lose, Built to Win (The Rise of the Skull Gang) est attendu depuis 2007.
À la fin de 2012, Santana annonce toujours travailler sur son troisième album Born to Lose, Built to Win qu'il prévoit pour 2013, après la publication des mixtapes God Will'n et God Will'n Vol. 2. Santana annonce également la participation du rappeur et ami de longue date Lil Wayne à la production exécutive de Born to Lose, Built to Win. Le 21 décembre 2012, la sortie de God Will'n est annoncée pour le 24 janvier 2013. Le premier single extrait de God Will'n s'intitule Soft qui fait participer Fabolous, Rick Ross et Meek Mill. Les autres participant à la mixtape incluent Wale, Jadakiss, Lloyd Banks, Yo Gotti, Wiz Khalifa, Lil Wayne, et Future. Santana tourne un clip pour presque toutes les chansons de la mixtape. Moins d'un mois après la publication de God Will'n, Santana annonce une nouvelle mixtape intitulée All We Got Is Us. La mixtape est prévue pour le 29 avril 2013 ; l'album God Will'n 2 sera publié quelques mois plus tard,.
Le 1er janvier 2015, le DJ Funkmaster Flex annonce sur Instagram avoir discuté avec Cam'ron, Jim Jones et Juelz Santana d'une nouvelle mixtape des Diplomat qui fera participer Freekey Zeekey ; il annonce également y participer aux côtés de DJ Khaled, Swizz Beatz et DJ Mustard.

## Démêlés judiciaires
Santana est arrêté en dehors de sa maison de Teaneck, dans le New Jersey, en mars 2008. Après que son permis de conduire a été suspendu, une recherche par la police de Bentley a conduit à la découverte d'un sac de marijuana, de 29 balles à têtes creuses et de 19 500 $ en espèces à l'intérieur d'un sachet en plastique rempli de sucreries.
En janvier 2011, le studio d'enregistrement de Juelz Santana est perquisitionné après une enquête de onze mois. Santana est arrêté le 2 février 2011 et accusé de possession d'arme à feu, d'arme de poing sans permis, de substance contrôlée et dangereuse avec intention de la distribuer dans un périmètre de 300 mètres autour d'une école. Il a dû payer une caution de 125 000 $. Le 22 mars 2011, alors qu'il se rendait à une fête organisée pour la sortie de l'album F.A.M.E. de Chris Brown, Juelz Santana a été arrêté par la police de New York qui cherchait des armes et de la drogue. Bien que personne n'ait été arrêté, Juelz Santana n'a pas été autorisé à rejoindre la fête.

## Discographie

### Albums studio
- 2003: From Me to U
- 2005: What the Game's Been Missing!

### Collaborations
- 2003: Diplomatic Immunity (avec The Diplomats)
- 2004: Diplomatic Immunity 2 (avec The Diplomats)
- 2009: Skull Gang (avec Skull Gang)
- 2010: I Can't Feel My Face (avec Lil Wayne)

### Mixtapes
- 2003: Final Destination
- 2004:  Back Like Cooked Crack Pt. 1
- 2005: Back Like Cooked Crack Pt. 2
- 2006: Back Like Cooked Crack Pt. 3
- 2009: Reagan Era
- 2013: God Will'n

## Filmographie
- 2005 : State Property 2
- 2006 : Killa Season
- 2009 : Kiss and Tail: The Hollywood Jumpoff (2009)[17]
- 2011 : The Project[18]
- 2011 : Video Girl
- 2012 : Love and Hip Hop
- 2017 : Back in my zone[19]